# Nikifor Szczerba
Nikifor Szczerba (ur. 11 stycznia 1990 w Krynicy-Zdroju) – polski hokeista. 

## Kariera
- Podhale Nowy Targ (2005-2006)
- SMS I Sosnowiec (2006-2009)
- KTH Krynica (2007-2008)
- Albert Lea Thunder (2009-2010)
- Amarillo Bulls (2010-2011)
- Baltica Vilnius (2011-2012)
- HC GKS Katowice (2012-2014)
- KTH Krynica (2014-2015)
- Naprzód Janów (2015-2016)
- Zagłębie Sosnowiec (2016)
- MH Automatyka Gdańsk (2016)
- Hokej Poznań (2017)

Wychowanek KTH Krynica. W barwach Podhala Nowy Targ w wieku 15 lat występował w sezonie 2005/2006 seniorskiej ekstraligi polski, zostając najmłodszym bramkarzem w historii najwyższej polskiej klasy rozgrywkowej. Absolwent NLO SMS PZHL Sosnowiec z 2009. Od 2009 do 2011 przez dwa sezony grał w amerykańskich rozgrywkach North American Hockey League (NAHL). W sezonie 2011/2012 był zawodnikiem litewskiego zespołu Baltica Vilnius z Wilna, występującego w rosyjskich rozgrywkach juniorskich MHL-B. Od połowy 2015 zawodnik Naprzodu Janów. Od połowy 2016 zawodnik Zagłębia Sosnowiec. Od sierpnia 2016 do końca tego roku zawodnik MH Automatyka Gdańsk. Od stycznia 2017 zawodnik drużyny Hokej Poznań.
W barwach reprezentacji Polski do lat 18 uczestniczył w turnieju mistrzostw świata juniorów do lat 18 w 2008 (Dywizja IB) oraz w barwach reprezentacji Polski do lat 20 uczestniczył w turniejach mistrzostw świata juniorów do lat 20 w 2009, 2010 (Dywizja I).
W sezonie II ligi edycji 2020/2021 był sędzią.

## Sukcesy
Klubowe
- Brązowy medal mistrzostw Polski: 2006 z Podhalem Nowy Targ
- Półfinał rywalizacji o Robertson Cup w NAHL: 2011 z Amarillo Bulls

Indywidualne
- Mistrzostwa Świata Juniorów w Hokeju na Lodzie 2009/I Dywizja#Grupa A:
  - Piąte miejsce w klasyfikacji skuteczności interwencji w turnieju: 89,12%[12]
  - Piąte miejsce w klasyfikacji średniej goli straconych na mecz w turnieju: 4,58
  - Najlepszy zawodnik reprezentacji w turnieju[13]
- NAHL (2010/2011): skład gwiazd Dywizji Południowej
- MHL-B (2011-2012): najlepszy bramkarz miesiąca - listopad 2011